# Franz Huber (Politiker, 1856)
Franz Huber (* 8. März 1856 in Poitschach; † 11. Mai 1920 ebenda) war ein österreichischer Gastwirt und Politiker.

## Leben
Huber war der Sohn des Besitzers der Kramerwirt-Realität in Poitschach, Daniel Huber (* 23. Juli 1803; † 2. Januar 1861) und dessen Ehefrau Elisabeth geborene Lindner (* 6. Oktober 1811; † vor 1905). Er war evangelisch A.B. und heiratete am 21. Februar 1882 Katharina Wernisch (* 31. Oktober 1844; † 15. Mai 1904). Aus der Ehe gingen zwei Söhne hervor, von denen einer jung starb. Nach dem Tod der ersten Ehefrau heiratete er am 20. Februar 1905 in zweiter Ehe Cäcilia Lax (* 11. November 1882; † 21. Februar 1908), einer Enkelin von Peter Lax (1830–1893). Aus dieser Ehe ging eine Tochter hervor.
Huber lebte als Land- und Gastwirt in Poitschach. Er war Bürgermeister in Waiern und wurde zum Ehrenbürger der Gemeinde Waiern ernannt. Daneben war er Träger des goldenen Verdienstkreuzes mit der Krone.

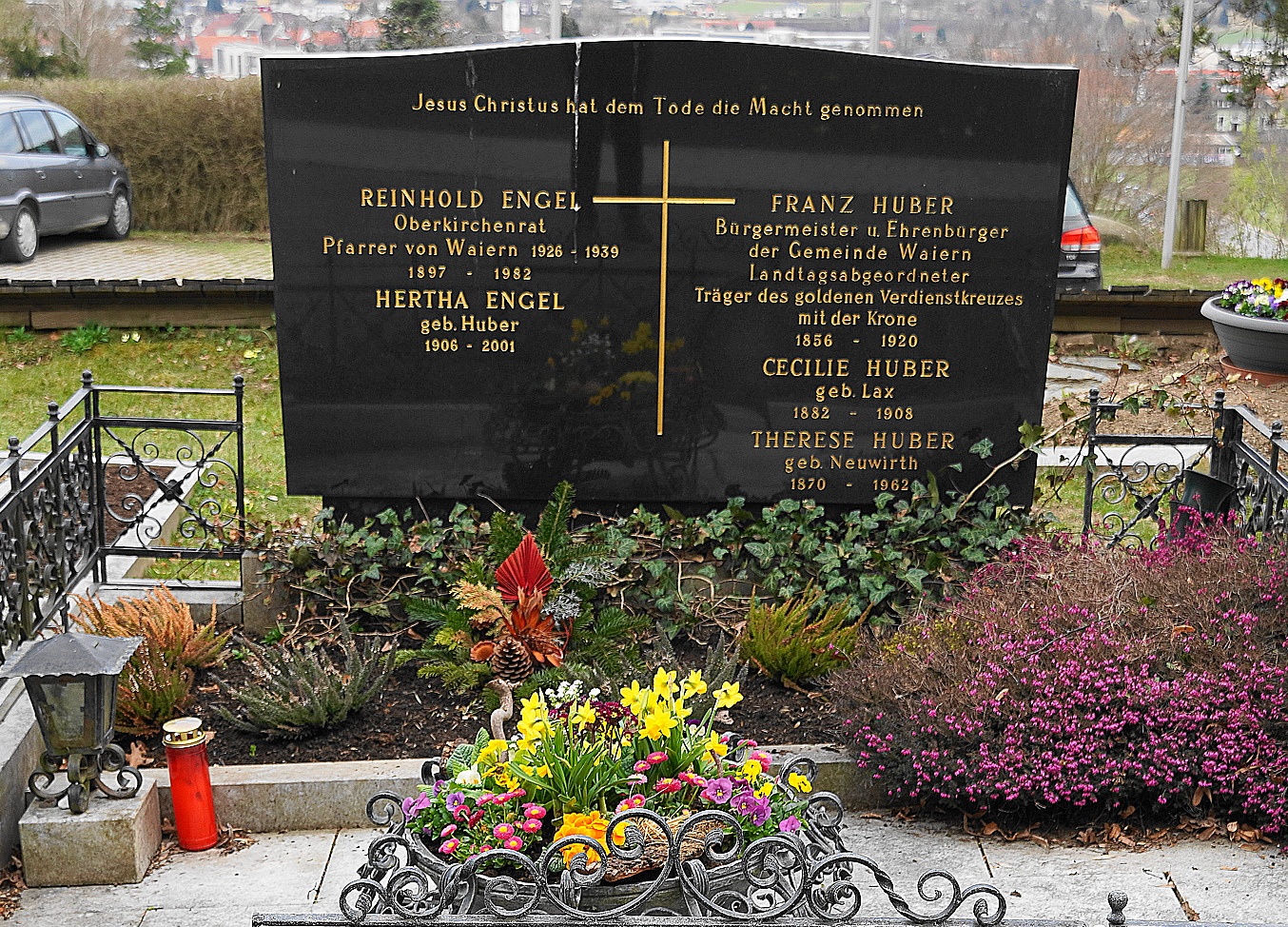
Grabstein von Huber

Vom 9. September 1892 (Nachwahl vom 20. August 1892 nach Rücktritt von Peter Lax) bis zum 20. September 1915 war er Abgeordneter im Kärntner Landtag. Im Landtag war er in der
- VII. Wahlperiode von 1892 bis 1896 Mitglied des Ausschusses für Bauten und Kommunikation
- VIII. Wahlperiode von 1897 bis 1902 Mitglied des Bau-, des Revisions- und des Wahlreformausschusses
- IX. Wahlperiode von 1903 bis 1909 Mitglied des Bau- und des Revisionsausschusses und
- X. Wahlperiode von 1909 bis 1915 Obmann des Bauausschusses und Mitglied des Rechtsausschusses

Er gehörte dem Klub DVP an.
Huber liegt auf dem evangelischen Friedhof Waiern begraben.